# Stefan Wächter (Fußballspieler, 1997)
Stefan Wächter (* 17. September 1997) ist ein deutscher Fußballspieler.

## Karriere
Wächter begann seine Karriere bei Wacker Burghausen. Im November 2014 stand er gegen die Würzburger Kickers erstmals im Kader der ersten Mannschaft von Burghausen. Im Mai 2015 gab er schließlich gegen den VfR Garching sein Debüt in der Regionalliga. In der Saison 2014/15 kam er insgesamt zu vier Einsätzen in der bayrischen Regionalliga. In der Saison 2015/16 absolvierte er neun Partien für Burghausen in der Regionalliga. In der Saison 2016/17 kam er zu 14 Viertligaeinsätzen. In der Saison 2017/18 gelang ihm der Durchbruch bei Wacker und er kam zu 33 Saisoneinsätzen, in denen er zwei Tore machte. In der Spielzeit 2018/19 kam er erneut 33 Mal zum Einsatz, diesmal gelangen ihm aber sechs Treffer.
Zur Saison 2019/20 wechselte Wächter innerhalb der Liga zu Türkgücü München. Für die Münchner kam er bis zum Saisonabbruch zu elf Regionalligaeinsätzen, der Verein stieg nach dem Abbruch in die 3. Liga auf. Nach dem Aufstieg wurde sein Vertrag allerdings im August 2020 aufgelöst. Im September 2020 kehrte er daraufhin zu Wacker zurück.
Nach drei weiteren Einsätzen für Burghausen wechselte er im Januar 2021 zum österreichischen Zweitligisten FC Dornbirn 1913. Sein Debüt in der 2. Liga gab er im Februar 2021, als er am 15. Spieltag der Saison 2020/21 gegen den Floridsdorfer AC in der 71. Minute für Franco Joppi eingewechselt wurde. Insgesamt kam er zu 39 Zweitligaeinsätzen für Dornbirn, in denen er vier Tore erzielte.
Nach der Saison 2021/22 verließ er den Verein und kehrte nach Deutschland zurück, wo er zum Regionalligisten VfR Aalen wechselte. Nach zwei Spielzeiten in der Regionalliga stieg er mit dem Verein 2024 in die Oberliga Baden-Württemberg ab.